# Cabaret Voltaire (gruppo musicale)
Cabaret Voltaire è stato un gruppo musicale britannico di musica elettronica sperimentale d'avanguardia, originario di Sheffield, fondato nei primi anni Settanta.
Il gruppo rientra fra gli artisti della new wave.

## Storia del gruppo

### La nascita della band
Il Cabaret Voltaire (da cui il gruppo prende il nome), fondato a Zurigo nel 1916 dal regista teatrale Hugo Ball con un gruppo di artisti tedeschi, è stato la culla del dadaismo, movimento di rottura e rinnovamento delle logiche artistiche tradizionali. In questo locale si tenevano mostre d'arte russa e francese, danze, letture poetiche, esecuzioni di musiche africane; tanti spettacoli provocatori e, talvolta, dissacranti che si trasformavano in autentici "eventi" culturali.
Quasi sessant'anni dopo, a Sheffield (Inghilterra), tre studenti universitari appassionati di funk, elettronica e musica concreta sognarono di trasformare tutto quello che era avvenuto nel locale dadaistico di Zurigo in musica. Così nacque la band: Stephen Mallinder (basso/voce), Richard H. Kirk (chitarra) e Christ Watson (manipolazione nastri). Nel 1973 i tre fondano i Cabaret Voltaire, gruppo che fu molto importante nell'evoluzione dell'industrial di lì a venire.
I membri hanno inconsciamente descritto in musica il paesaggio urbano di Sheffield trent'anni dopo la guerra, ancora trasfigurato dalle bombe e dalle incurie urbanistiche. Nelle prime performance, il trio si presenta con synth, generatori di ritmo, fiati, suoni registrati e manipolati attraverso dei tape-recorder. "Il nostro progetto - racconta Richard H. Kirk - nasceva dalla noia, dalla mancanza di un futuro e dal bisogno di creare problemi". Le prime cassette del trio, spesso prodotte dalla Industrial Records, fondono elettronica, funk, psichedelia e musica concreta, accentuando gli aspetti più strani di ognuno di essi. Gli esperimenti con i sintetizzatori si combinano con la psichedelia, tipica dei Pink Floyd, e con sonorità esotiche, soprattutto asiatiche (per esempio, il singolo Nag Nag Nag e la reinterpretazione "distorta" di Here She Comes Now dei Velvet Underground).
Con l'arrivo del punk 77 nel 1977, le loro sonorità, assieme a quelle della scena industrial, trovano maggiore accettazione da parte del pubblico, e la fanzine di Sheffield Gunrubber li incluse fra le band punk locali.

### Il primo contratto discografico
La band ottiene un contratto discografico con la Rough Trade, con la quale compone la trilogia: Mix-Up (1979), Voice Of America (1980) e Red Mecca (1981).

### Mix-Up(1979)
La band approda al formato del 33 giri con Mix-Up (1979). L'album è una miscela di musica funk ed elettronica, disturbata da sprazzi rumoristi, clangori metallici, pulsazioni claustrofobiche. Il tutto inoltre è tetro e raggelante (lo si può notare in canzoni come Heaven And Hell ed Expect Nothing); l'ascoltatore è trascinato in una "spirale caotica". La canzone Kirlian Photograph, è in gran parte composta da basso e da rumori sopra di esso. Anche la voce viene trattata e filtrata elettronicamente. Il risultato è un originale ibrido tra musica industriale, dance e un punk molto cupo. Il disco è entrato in alcune classifiche inglesi e ha conquistato la critica internazionale.

### Live At the Y.M.C.A(1979)
Nel 1979 il trio pubblica il primo album dal vivo: Live At The Y.M.C.A., che include alcuni singoli: Nag Nag Nag e la reinterpretazione dei Velvet Underground Here She Comes Now. Il live documenta inoltre l'impatto delle loro performance nel mondo.

### Three MantraseVoice of America(1980)
Il successivo EP, cioè Three Mantras (1980), è la prima incursione della band in sonorità arabe e indiane che uniscono, idealmente, nel segno del "mantra", Asia ed Europa (Western Mantra ed Eastern Mantra).
L'altro EP dello stesso anno, ovvero Voice Of America, è invece un disco molto rumorista e confuso (lo si può riconoscere in pezzi come Voice Of America e Damage Is Done), che però si illimpidisce nella estatica ed apprezzata Kneel to the Boss.

### 3 Crépuscule TrackseRed Mecca(1981)
L'Ep 3 Crépuscule Tracks (1981), trasformò la loro atmosfera cupa in un'atmosfera più dance: famosa è Sluggin' fer Jesus (Part One) che, pur essendo dance, mantiene un sottofondo ipnotico.
Ma è con l'album Red Mecca (1981) che i Cabaret Voltaire riescono a mostrare il senso della loro carriera; l'album è un'opera violenta e abrasiva, che usa le sonorità distorte dei Chrome ma accresce un ritmo sempre più dance. La loro musica arriva a un suono più curato e ritmico, abbandonando le loro vecchie atmosfere. Su un fondale ritmico monotono e incessante si sussegue così un flusso continuo di eventi sonori, tra sferragliate di chitarra, melodie sintetiche e clangori metallici. Nascono così brani per discoteche dark, come per esempio Red Mask, Sly Doubt, A Touch of Evil.
Quest'ultima, inoltre, era una reinterpretazione del tema di Henry Mancini per l'omonimo film di Orson Welles.

### 2 x 45(1982)
Il doppio EP 2 x 45 (1982) approda a un rock più acustico e introduce strumenti come sassofono e clarinetto, con episodi interessanti come Protection, l'orientaleggiante Yashar e Get Out of My Face. Il disco segna l'addio al gruppo di Chris Watson che, essendo in disaccordo con Kirk e Mallinder sulla strada da seguire, decide di unirsi al progetto degli Hafler Trio.

### Crackdown(1983)
Nel 1983 la band firma un contratto con la Some Bizzare, con la quale svilupperà una trilogia composta da Crackdown (1983), Micro-Phonies e The Covenant, The Sword And The Arm Of The Lord (1985). 
Il loro stile si allontana quasi definitivamente dall'industrial elettronico e si avvicina sempre più alla dance. Crackdown (1983) dimostra tutto ciò, con brani suggestivi e dark come 24-24 e Just Fascination, in cui spicca un'accattivante melodia pop. Ancora una volta in anticipo sui tempi, i Cabaret Voltaire arrivano a uno stile che diventerà la base delle band techno e house degli anni novanta. Al tempo stesso, però, i poliritmi sintetici di Crackdown lasciano intravedere i primi segni di quel techno-pop che nei dischi successivi si farà sempre più di maniera, e che sarà poi abbandonato alla fine degli anni Ottanta con il sopraggiungere dell'house music.

### Micro-Phonies,The Covenant, The Sword And The Arm Of The Lord(1985)
Il successivo Micro-Phonies accentua ancora di più le ritmiche, che lambiscono la techno pura nei singoli Sensoria e James Brown. The Covenant, The Sword And The Arm Of The Lord (1985), dal nome di un'organizzazione neonazista statunitense, completa la trilogia Bizzarre, segnando un'ulteriore regressione verso una dance-music di facile ascolto: I Want You, Motion Rotation e Kickback, musiche che fanno abbandonare la loro musica da molti fan che amavano le loro prime sonorità.

### La decadenza della band: Periodo 1986-1987 ("Seconda Fase")
L'elettro-disco accattivante si rivela anche nell'EP Drain Train del 1986 (soprattutto con The Whole Thing e Electro-Motive) e nell'album successivo, Code, realizzato nel 1987 per l'etichetta EMI, in collaborazione con Bill Laswell e Adrian Sherwood. Zeppo di melodie scipite e privo di ogni intento sperimentale, il disco segna il punto più basso della parabola discendente iniziata con Micro-Phonies. Anche i singoli estratti, Don't argue e Here to Go, non hanno molto successo. Questa fase della loro carriera viene archiviata con poco onore con il nome di "seconda fase".

### Groovy Laidback and Nasty(1990) e la trasformazione in gruppo house ("Terza Fase")
I Cabaret Voltaire si ritrovano tre anni dopo a Chicago dove, in compagnia di Marshall Jefferson, concepiscono il progetto del nuovo disco. È l'inizio della "terza fase": quella house. Groovy Laidback and Nasty esce nel 1990; l'album è una sorta di "riciclaggio" delle sonorità house da loro già scoperte: in Searchin' troviamo la disco-soul, in Runaway possiamo sentire il rap e in Keep On il synth pop. Ma queste canzoni non lasciano alcun segno; il disco viene riscattato dalle "classiche" Easy Life, Magic, una canzone solo strumentale, ed il singolo Hypnotized.

### ColourseBody And Soul(1991)
Nel 1991 arriva l'EP Colours, sorta di puzzle sonoro che testimonia il processo di produzione della loro musica, seguito a ruota da Body And Soul (1991), in cui la band abbandona gli strumenti tradizionali per fare spazio solo alle tastiere elettroniche.

### Periodo 1992-1994
Tra il 1992 e il 1994, sotto l'etichetta Instinct, esce una nuova trilogia che vira decisamente verso l'ambient-house. Il primo album, Plasticity (1992), quasi interamente strumentale, riecheggia soprattutto il minimalismo elettronico dei Kraftwerk, ma usa sonorità anche ambient e new age (per esempio nelle canzoni Deep Time e Soul Vine). Il successivo International Language (1993), ancora una volta solo strumentale, si rifugia in un'elettronica di facile ascolto ( ne sono esempi Everything Is True, Radical Chic, Afterglow). Conversation (1994) conclude la trilogia con la lunga suite Project 80.

### La separazione del gruppo
Dal 1994 praticamente i Cabaret Voltaire cessano di esistere: Kirk continua la carriera come solista dedicandosi anche ai progetti paralleli Sandoz e Electronic Eye, mentre Mallinder si trasferisce in Australia.
Il periodo classico dei Cabaret Voltaire sarà sintetizzato nell'antologia The Golden Moments (1987). The Living Legends (1990) include i singoli fino a quel momento. Listen Up (1990) raccoglie inediti e rarità del primo periodo. The Original Sound Of Sheffield '78/'82 (2002) celebra invece il primo periodo di attività del gruppo, terminato nel 1982 con il divorzio dalla Rough Trade. Degne di nota anche le collaborazioni con Clock DVA, Box e Antigroup.
"Non abbiamo mai avuto un vero successo commerciale. - racconta Richard H. Kirk - Alcune delle nostre intuizioni hanno però avuto una certa diffusione, e hanno influenzato parecchie persone, anche nel campo delle arti visive." Non si può dargli torto. Pionieri del rock industriale, precursori della techno, avanguardisti visionari del pop, i Cabaret Voltaire sono una delle formazioni più influenti della new wave britannica. Le loro intuizioni rumoriste hanno dato il la a tutta la scena industrial (dai Ministry ai Nine Inch Nails), mentre i loro poliritmi dance sono stati il trampolino di lancio per ottime band di synth pop come Depeche Mode e New Order.
Durante il mese di novembre del 2020, Kirk annuncia su Numéro la futura uscita di due album di drone music pubblicati con la sigla Cabaret Voltaire. I due album, intitolati Dekadrone e Bn9drone, vengono pubblicati durante la prima metà del 2021.

## Formazione
- Stephen Mallinder - voce, basso, tastiera (1973–1994)
- Richard H. Kirk - chitarra, tastiera, synth e nastri (1973–1994)
- Chris Watson - tastiera, synth e nastri (1973–1981)

## Discografia

### Studio (album e EP)
- 1979 - Mix-Up
- 1980 - Three Mantras
- 1980 - Voice of America
- 1981 - Crepuscle Tracks
- 1981 - Red Mecca
- 1982 - 2 x 45
- 1983 - Crackdown
- 1984 - Micro-Phonies
- 1985 - Drinking Gasoline
- 1985 - The Covenant, The Sword And The Arm Of The Lord
- 1986 - Drain Train
- 1987 - Code
- 1990 - Groovy Laidback and Nasty
- 1991 - Colours
- 1991 - Body and Soul
- 1992 - Plasticity
- 1993 - International Language
- 1994 - Conversation
- 2020 - Shadow of Fear
- 2021 - Dekadrone
- 2021 - Bn9drone

### Live
- 1979 - Live At the Y.M.C.A

### Raccolte
- 1987 - The Golden Moments
- 1990 - The Living Legends
- 1990 - Listen Up
- 2002 - The Original Sound Of Sheffield '78/'82
- 2014 - #7885 (Electropunk to Technopop 1978-1985)